# Combretum erythrophyllum
Combretum erythrophyllum är en tvåhjärtbladig växtart som först beskrevs av William John Burchell, och fick sitt nu gällande namn av Otto Wilhelm Sonder. Combretum erythrophyllum ingår i släktet Combretum och familjen Combretaceae. Inga underarter finns listade i Catalogue of Life.

## Bildgalleri

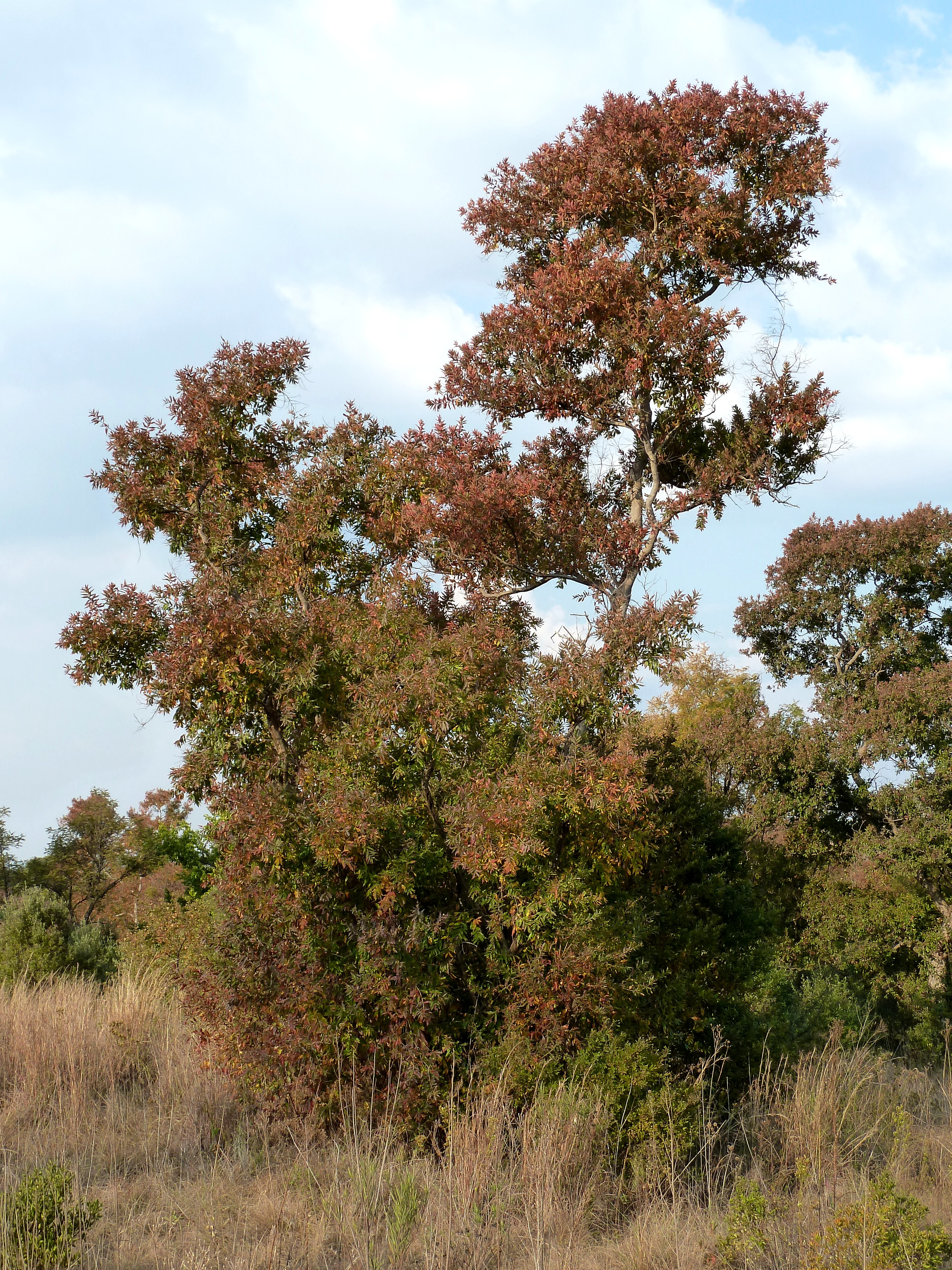
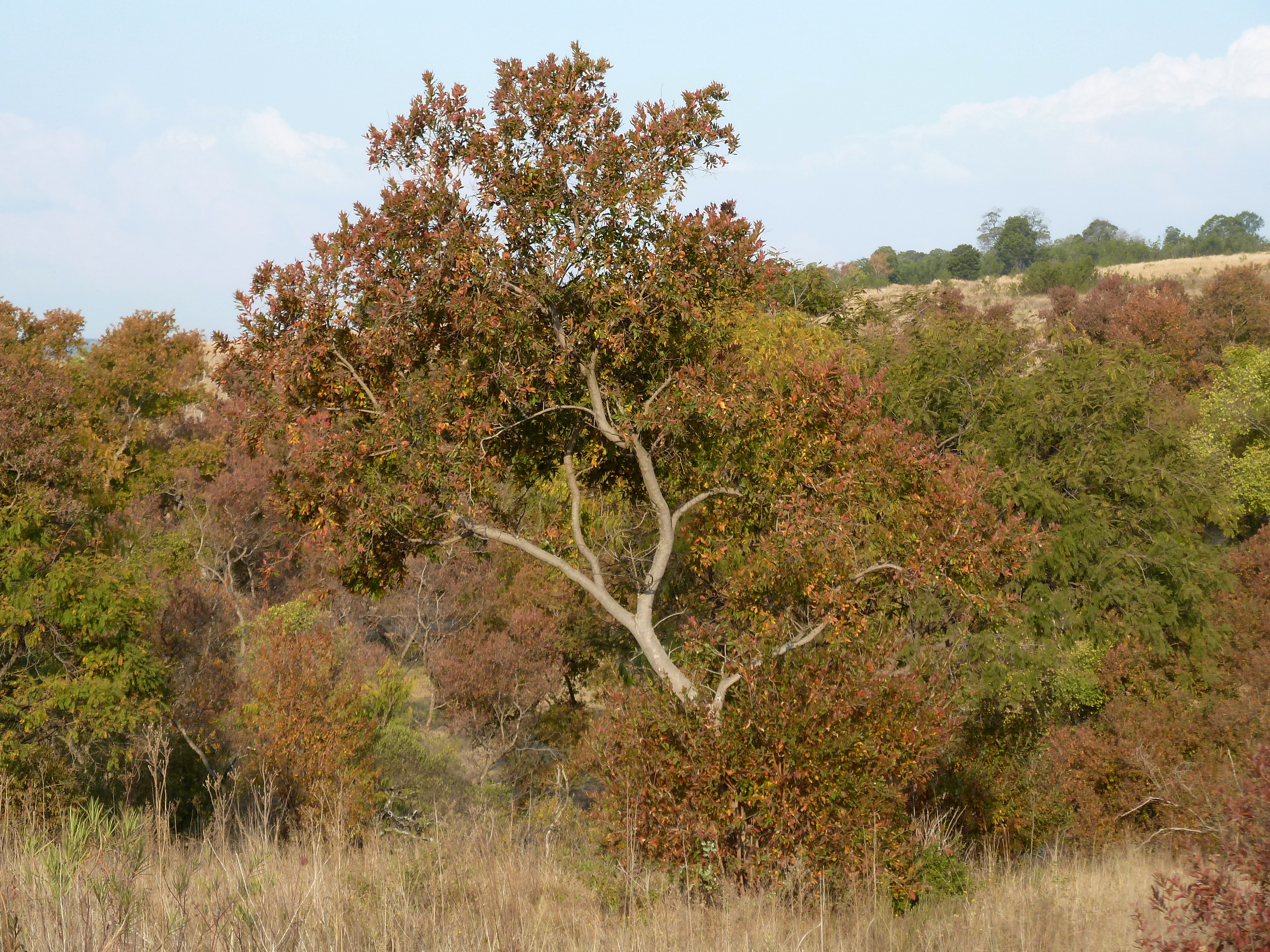
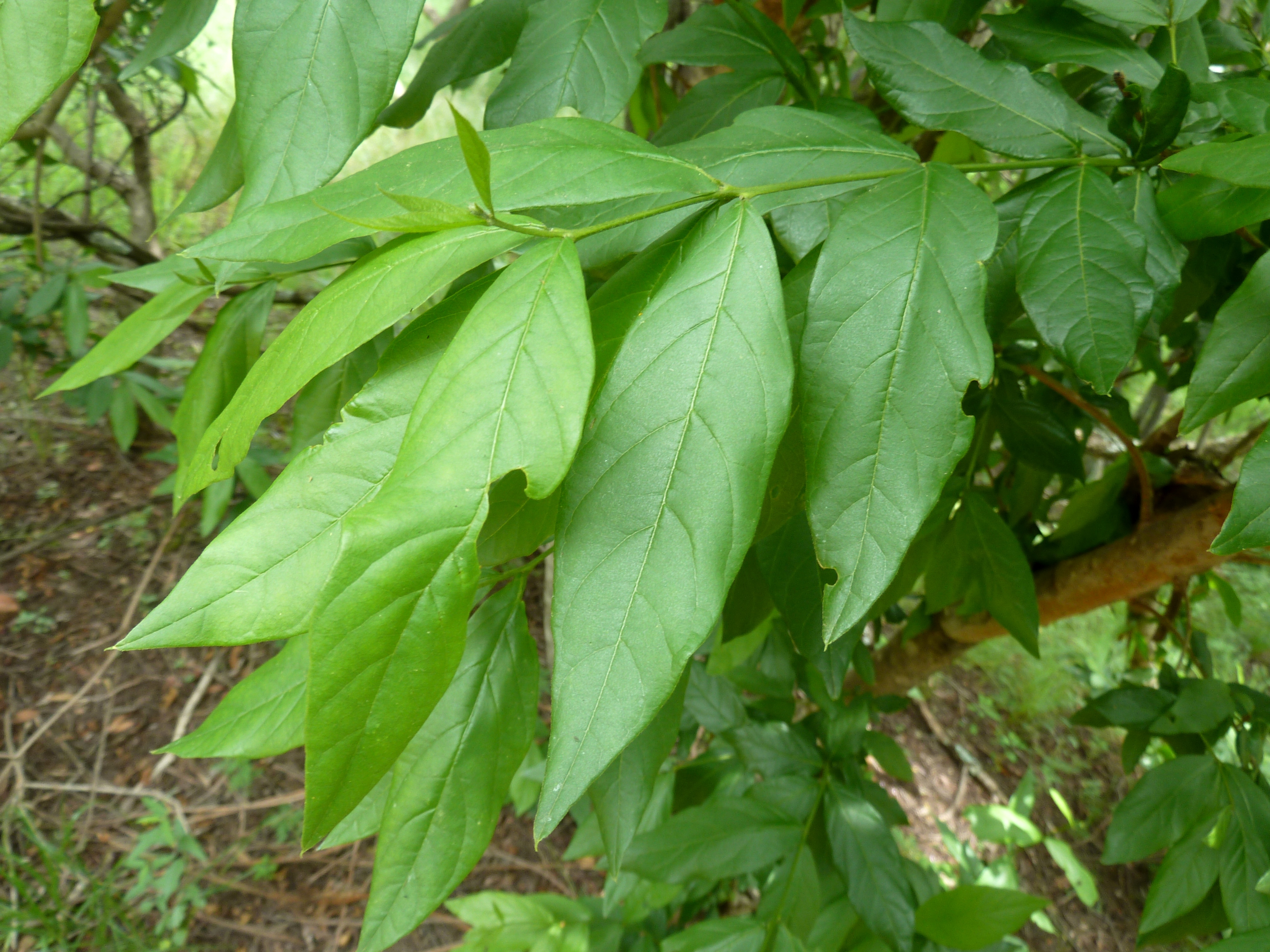